# Virgínia Satir
Virgínia Satir (anglès: Virginia Satir)  (Neillsville, 26 de juny de 1916 - Califòrnia, 10 de setembre de 1988) va ser treballadora social i psicoterapeuta estatunidenca, coneguda principalment pel seu treball pioner en el camp de la teràpia familiar. Els seus llibres més coneguts són: Conjoint Family Therapy (1964), Peoplemaking (1972) i The New Peoplemaking (1988).

## Biografia
Virginia Satir va néixer a Neillsville de Wisconsin, la gran de quatre fills de Minnie Happe Pagenkopf i Oscar Alfred Reinnard Pagenkopf. Quan tenia cinc anys, va emmalaltir d'apendicitis, però la seva mare, qui era devota de la " ciència cristiana ", va refusar portar-la a un doctor. Quan el pare de Virgínia es va imposar en contra dels desitjos materns, el seu apèndix es va trencar. Els doctors van aconseguir salvar-li la vida, però Satir va ser forçada a quedar-se a l'hospital diversos mesos.
Va ser una nena curiosa que va aprendre per si mateixa a llegir als tres anys i als nou havia llegit tots els llibres de la seva petita escola rural d'una sola aula. Quan va fer-ne cinc, Satir va decidir convertir-se en una "detectiu infantil per investigar pares". Ella després va explicar que "No sabia exactament què buscaria, però em vaig adonar que molt del que succeïa en les famílies era evident".
El 1929, la seva mare va insistir que la seva família es mudés de la seva granja a Milwaukee, perquè Virgínia pogués cursar la secundària. Els anys a secundària van coincidir amb la Gran Depressió, i per ajudar la seva família va prendre una ocupació de mig temps i a més va assistir a tants cursos com va ser possible per graduar-se com més aviat millor. El 1932, va rebre el seu diploma de secundària i de seguida es va matricular al Col·legi Universitari Estatal de Professors de Milwaukee. Per pagar la seva educació va treballar en un botiga de departaments i de mainadera.

### Carrera docent
Satir es va graduar segona a la seva classe amb un mestratge en educació en 1936. Va passar els pròxims dos anys en una escola pública a Williams Bay, Wisconsin, primer com a mestra i després com a directora. El següent any es va convertir en una educadora viatjant, treballant a Ann Arbor (Michigan), Shreveport (Louisiana) i a Miami (Florida).

### Carrera com a psicoterapeuta
El 1948 es va rebre de Màster en treball social per la Universitat de Chicago. Després, Satir va començar una pràctica privada. Va treballar amb la seva primera família client el 1951, i el 1955 estava treballant amb l'Institut Psiquiàtric d'Illinois, motivant a altres terapeutes a enfocar-se en famílies en comptes de pacients individuals. Al final de la dècada, es va mudar a Califòrnia, on va cofundar el "Mental Research Institute" a Palo Alto de Califòrnia. L'institut va rebre una subvenció de l’Institut Nacional de Salut Mental el 1962, permetent-los començar el primer programa formal d'entrenament en teràpia familiar maig ofert.
Una de les idees més noves de Satir va ser que "el problema presentat poques vegades és el problema real, ja que la forma que té la gent d'encarar el problema presentat és la que crea el problema real". Satir també va oferir propostes sobre els problemes particulars generats per baixa autoestima en les relacions.
Satir va publicar el seu primer llibre el 1964. La seva reputació va créixer amb cada llibre i va viatjar pel món sencer descrivint els seus mètodes. També es va convertir en "diplomat" de l'Academy of Certified Social Workers i va rebre el premi per servei distingit de l'American Association for Marriage and Family Therapy. També va ser reconeguda amb diversos doctorats honoraris, incloent-hi un doctorat de 1978 en ciències socials de la Universitat de Wisconsin-Madison, i el 1986 un doctorat del Professional School of Psychological Studies.
Tot el seu treball va ser fet sota el concepte del "convertir-se més plenament humà". A partir de la possibilitat d'una tríada de pare, mare i filla / fill, va concebre un procés de validació humana. Contínuament va plantar llavors d'esperança per a la pau mundial com a continuació del seu treball per comprendre i ajudar grups humans a partir del nivell de família, i la humanitat sencera com a família.
Va morir el 10 de setembre de 1988 de càncer de pàncrees als 72 anys.

## Obra
- Conjoint Family Therapy, 1964 ISBN 0-8314-0063-3, Epi, 1971
- Peoplemaking, 1972, il·lustrat per Yves Barry, Delarge, 1980
- Self Esteem, 1975, Berkely, CA: Celestial Arts ISBN 1-58761-094-9
- Making Contact, 1976, Berkely, CA: Celestial Arts ISBN 0-89087-119-1
- Amb Richard Bandler, John Grinder. Changing with Families: a book about further education for being human, 1976, Palo Alto, CA: Science & Behavior Books ISBN 0-8314-0051-X
- Your Many Faces, 1978, Berkely, CA: Celestial Arts ISBN 0-89087-120-5.
- Amb James Stachowiak & Harvey A Taschman, Helping Families Change, 1982, New York, NY: Jason Aronson ISBN 1-56821-227-5.
- Amb Michele Baldwin, Step by Step: A Guide to Creating Change in Families, 1984, Palo Alto, CA: Science and Behavior Books ISBN 0-8314-0068-4.
- New Peoplemaking. Palo Alto, CA: Science and Behavior Books, 1988 ISBN 0-8314-0070-6.
- Amb John Banmen, Jane Gerber & Maria Gomori, Satir Model: Family Therapy and Beyond, 1991, Palo Alto, CA: Science and Behavior Books ISBN 0-8314-0078-1.